# Maia (mitologia)
Maia (do grego dórico  Μαία), na mitologia grega, é uma das plêiades, uma das sete filhas de Atlas e Pleione. Para que escapassem do gigante Órion, Zeus transformou-as no aglomerado estelar das Plêiades, integrante da constelação de Touro. Passando a viver na Via Láctea, exílio e lar das deidades menores; com Zeus, Maia teve Hermes, o belo mensageiro dos deuses. Maia e Hermes temiam a fúria de Hera, por ciúmes de Zeus. Porém, em vez de serem odiados, os dois conseguiram a simpatia de Hera. 
Na mitologia romana, Maia Maiestas é a deusa da fecundidade e da projeção da energia vital, e da primavera, talvez seja uma outra concepção da grega. Maiestas personifica o despertar da natureza na primavera e o renascimento; veio tornar-se a mentora de seu filho Mercúrio. Identificada com Fauna e Bona Dea, a boa deusa. Maia pode ser equivalente a uma velha deusa da primavera dos primeiros povos itálicos. Maia Maiestas é também deusa a fértil estação das chuvas, e possivelmente fosse a mais bela das plêiades. Seu nome significa literalmente "pequena mãe", hipocorístico  tradicionalmente dado a uma mulher idosa, uma avó, ama de leite ou parteira.
O termo "maiêutica" seria também derivado do nome dessa ninfa da Arcádia. Alguns afirmam que o quinto mês do calendário juliano, o mês de maio (em latim, Maius), deriva do seu nome. O primeiro e o décimo-quinto dias de maio eram consagrados a ela. No primeiro de maio, o flâmine de Vulcano sacrificava uma porca grávida, um sacrifício adequado também para uma deusa da terra como a Bona Dea. 